# 绣球茜草
绣球茜草（学名：Dunnia sinensis）为茜草科绣球茜属下的一个种。其种加词“sinensis”意为“中华的”。